# Erik Bryggman

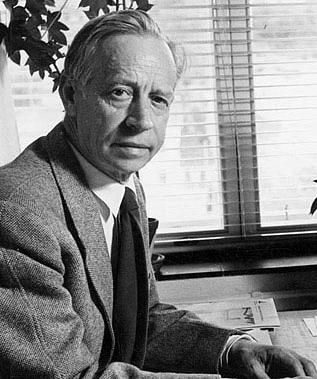
Erik Bryggman, 1950

Erik William Bryggman (* 7. Februar 1891 in Turku; † 21. Dezember 1955 ebenda) war ein finnischer Architekt.

## Leben
Bryggman wurde in den 1920er Jahren für in der Region Turku errichtete Bauten bekannt. Es entstanden im Stadtzentrum gelegene neoklassizistische Wohngebäude und funktionalistische Villen in der Umgebung Turkus. Er war freundschaftlich mit dem Architekten Alvar Aalto verbunden.
Bekannt ist das von ihm entworfene Büchermagazin der Åbo Akademi sowie die 1941 errichtete Auferstehungskapelle Turku. Ab Ende der 1940er Jahre arbeitete er mit seiner Tochter, der selbständigen Innenarchitektin und Möbeldesignerin Carin Bryggman zusammen. Zu den gemeinsamen Projekten gehört die Restaurierung der Burg Turku.